# Tarmuto
Tarmuto (em latim: Tarmutus) foi um oficial bizantino do século VI, ativo durante o reinado do imperador Justiniano (r. 527–565). Era nativo da Isáuria e irmão de Enes. Possivelmente um dos doríforos do general Belisário, em abril/maio de 537, comandou uma unidade de infantaria ao lado de Princípio numa batalha travada na primeira fase do Cerco de Roma realizado pelos ostrogodos do rei Vitige (r. 536–540). Tarmuto conseguiu escapar, mas faleceu dois dias depois por conta de suas feridas.